# 拉科斯特 (埃罗省)
拉科斯特（法語：Lacoste，法語發音：[lakɔst]）是法国埃罗省的一个市镇，位于该省中部，属于洛代沃区。

## 地理
拉科斯特（43°38'48"N, 3°26'12"E）面积7.46 平方千米，位于法国奧克西塔尼大區埃罗省，该省份为法国南部沿海省份，南濒地中海，西南接奥德省，西北接塔恩省和阿韦龙省，东北与加尔省接壤。
与拉科斯特接壤的市镇（或旧市镇、城区）包括：勒博斯克、塞拉、克莱蒙莱罗。

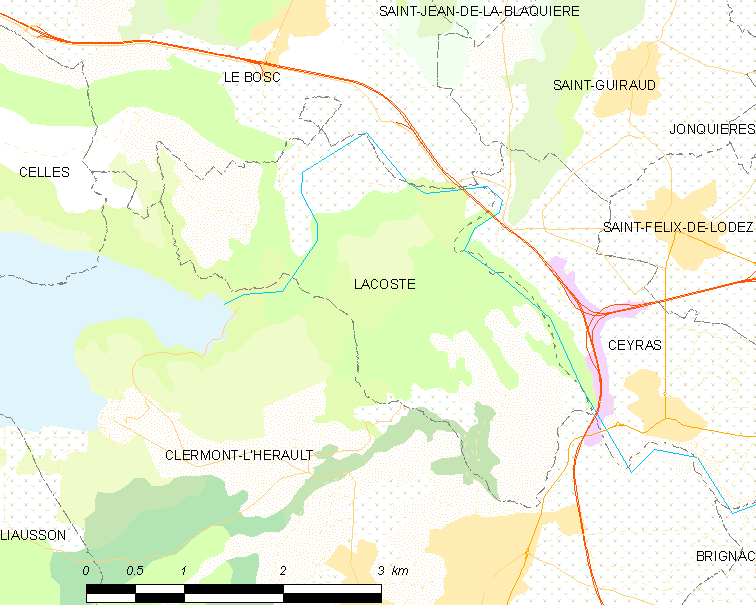
的OSM定位图

拉科斯特的时区为UTC+01:00、UTC+02:00（夏令时）。

## 行政
拉科斯特的邮政编码为34800，INSEE市镇编码为34124。

## 政治
拉科斯特所属的省级选区为克莱蒙莱罗县。

## 人口

1962-2008年间人口变化图示

拉科斯特于2022年1月1日时的人口数量为312人。